# Morningthorpe and Fritton
Morningthorpe and Fritton är en civil parish i Storbritannien.   Den ligger i grevskapet Norfolk och riksdelen England, i den sydöstra delen av landet, 140 km nordost om huvudstaden London. Antalet invånare är 253. Arean är 7,7 kvadratkilometer. Orten har 267 invånare (2011).
Terrängen i Morning Thorpe är mycket platt.